# Rue Anquetil
Pour l’article homonyme, voir Anquetil.
La rue Anquetil est une voie de la commune française de Reims, située au sein du département de la Marne, en région Grand Est.

## Situation et accès
La rue Anquetil appartient administrativement au Quartier Laon Zola - Neufchâtel - Orgeval à Reims.

## Origine du nom
Elle porte le nom de l'historien Louis Pierre Anquetil (1723-1808).

## Historique
Elle porte sa dénomination depuis, au moins 1873.

## Bâtiments remarquables et lieux de mémoire
- Au n°15-23 : l’école élémentaire Anquetil, de l'architecte Narcisse Brunette est monumentale de par sa composition urbaine et architecturale en symétrie, s’inspirant du parti architectonique des édifices industriels[1].